# Fédération des gauches
Ne doit pas être confondu avec Fédération de la gauche (Italie).

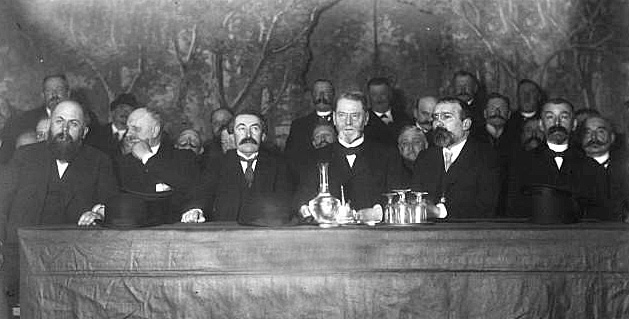
Réunion de la Fédération des gauches au Havre, avec Henry Chéron (1er en partant de la gauche), Aristide Briand (3e), Jules Siegfried (4e) et Louis Barthou (5e).

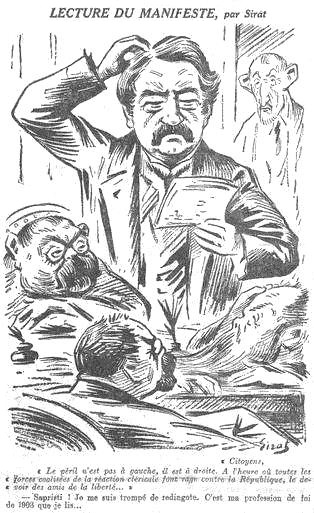
Caricature publiée dans L'Homme libre de Clemenceau ironisant sur l'évolution politique de Briand.

La Fédération des gauches est une coalition politique française des années 1910.

## Histoire

### Volonté de regrouper le centre
La Fédération des gauches est créée le 13 janvier 1914 à l'initiative d'Aristide Briand, Louis Barthou, Henry Chéron et de Jean Dupuy, directeur du Petit Parisien. Fondée dans la perspective des élections législatives d'avril-mai 1914, elle a pour but d'unir les républicains laïcs partisans de la loi des trois ans et, ainsi, d'élargir le pôle centriste constitué autour du Parti républicain démocratique afin de contrer efficacement les partis de gauche, dirigés par le radical-socialiste Joseph Caillaux, en attirant vers le centre et le centre-gauche les plus modérés de leurs électeurs.
Le 11 avril, la Fédération des gauches publie un manifeste, qui est signé par :
- Léon Barbier
- Louis Barthou (vice-président)
- Pierre Baudin
- Paul Bénazet
- Henry Bérenger
- Paul Bignon
- Élisée Bourely
- Aristide Briand (président)
- Charles Chaumet (secrétaire adjoint)
- Henry Chéron (secrétaire général)
- Jules Deffès, préfet honoraire
- Philippe Delaroche-Vernet
- Victor Delpierre
- Eugène Étienne
- Georges Forestier, CCEF
- Marc Frayssinet
- Eugène Guérin
- Gabriel Guist'hau
- André Honnorat
- Louis-Lucien Klotz (vice-président)
- Adolphe Landry
- Charles Le Boucq
- Henri Lillaz
- Victor Lourties (vice-président)
- Adolphe Maujan (vice-président)
- Alexandre Millerand (vice-président)
- Jean Morel
- Alfred Muteau
- Albert Peyronnet (trésorier adjoint)
- François Poirrier (vice-président)
- Antony Ratier (trésorier)
- Joseph Reinach
- Constant Roden
- Jules Siegfried

### Météore politique: l'Union républicaine radicale et socialiste
Cette tentative se solde par une défaite : la gauche remporte les élections et le centre recule. La Fédération des gauches ne survit pas à cet échec ; elle a toutefois pu constituer un groupe parlementaire dénommé, significativement, Union républicaine radicale et socialiste. Ce groupe, bien que boudé par Aristide Briand, pourtant président de la Fédération des gauches, aura une certaine influence pendant la législature.

### Membres
| Député                 | Département         | Xe législature | Xe législature                    | XIe législature | XIe législature                           | XIIe législature | XIIe législature                    |
| ---------------------- | ------------------- | -------------- | --------------------------------- | --------------- | ----------------------------------------- | ---------------- | ----------------------------------- |
| Louis Barthou          | Basses-Pyrénées     |                | Gauche radicale                   |                 | Union républicaine radicale et socialiste |                  | Gauche républicaine démocratique    |
| Paul Bourély           | Alpes-Maritimes     |                | Républicains radicaux-socialistes |                 | Union républicaine radicale et socialiste |                  | Décédé en 1919                      |
| Gratien Candace        | Guadeloupe          |                | Républicain socialiste            |                 | Union républicaine radicale et socialiste |                  | Républicain socialiste              |
| René Carré-Bonvalet    | Charente-Inférieure |                | Non élu                           |                 | Union républicaine radicale et socialiste |                  | ne se représente pas                |
| Blaise Diagne          | Colonie du Sénégal  |                | Non élu                           |                 | Union républicaine radicale et socialiste |                  | Républicain socialiste              |
| Lucien Dumont          | Indre               |                | Républicain socialiste            |                 | Union républicaine radicale et socialiste |                  | Battu                               |
| Pierre-Étienne Flandin | Yonne               |                | Non-élu                           |                 | Union républicaine radicale et socialiste |                  | Gauche républicaine démocratique    |
| Édouard Ignace         | Seine               |                | Non-élu                           |                 | Union républicaine radicale et socialiste |                  | Républicains de gauche              |
| Louis-Lucien Klotz     | Somme               |                | Républicains radicaux-socialistes |                 | Union républicaine radicale et socialiste |                  | Parti radical et radical socialiste |
| Adolphe Landry         | Corse               |                | Républicain socialiste            |                 | Union républicaine radicale et socialiste |                  | Action républicaine et sociale      |
| Charles Le Boucq       | Seine               |                | Républicains radicaux-socialistes |                 | Union républicaine radicale et socialiste |                  | Entente républicaine démocratique   |
| André Lefèvre          | Bouches-du-Rhône    |                | Républicain socialiste            |                 | Union républicaine radicale et socialiste |                  | Gauche républicaine démocratique    |
| Henry Lémery           | Martinique          |                | Non-élu                           |                 | Union républicaine radicale et socialiste |                  | Ne se représente pas                |
| Émile Magniez          | Somme               |                | Républicains radicaux-socialistes |                 | Union républicaine radicale et socialiste |                  | Décédé en 1919                      |
| Alexandre Millerand    | Seine               |                | Républicain socialiste            |                 | Union républicaine radicale et socialiste |                  | Non-inscrit                         |
| Jean-l'Heureux Molle   | Hérault             |                | Républicain socialiste            |                 | Union républicaine radicale et socialiste |                  | Décédé en 1918                      |
| André Paisant          | Oise                |                | Non élu                           |                 | Union républicaine radicale et socialiste |                  | Gauche républicaine démocratique    |
| Simon Plissonnier      | Isère               |                | Gauche démocratique               |                 | Union républicaine radicale et socialiste |                  | Républicains de gauche              |
| André Tardieu          | Seine-et-Oise       |                | Non élu                           |                 | Union républicaine radicale et socialiste |                  | Républicains de gauche              |
| Henri Roux-Costadau    | Drôme               |                | Non-inscrit                       |                 | Union républicaine radicale et socialiste |                  | Battu                               |

### Important vivier parlementaire
Le groupe de l'URRRS, présidé par le député de la Corse Adolphe Landry, rassemble des hommes venus d'horizons variés : radicaux de l'aile droite du parti, républicains-socialiste, éléments avancés de l'Alliance démocratique, on y trouve notamment Louis Barthou (un temps), Alexandre Millerand, Gratien Candace, Blaise Diagne et deux jeunes élus appelés à de hautes fonctions, Pierre-Étienne Flandin et André Tardieu.
En 1919, le groupe de l'URRRS n'est pas reconduit. Certains de ses membres rejoignent les différents groupes de la mouvance libérale ; d'autres constituent le groupe de la Gauche radicale.